# Alepisaurus ferox
A alepisaurus ferox é uma espécie de peixe marinho, pertencente à família Alepisauridae.

## Nomes comuns
Dá pelos seguintes nomes comuns: lírio-ferro, peixe-cavalo e peixe-água (este último nome é usado mormente na Madeira).

## Taxonomia
A autoridade científica da espécie é Lowe, tendo sido descrita no ano de 1833.
A etimologia do género Alepisaurus advém da aglutinação dos étimos gregos antigos alepis, -idos, que significa «sem escamas», e sauros, que significa «lagarto».
A etimologia da espécie ferox advém do étimo latino homónimo, que significa «feroz».

## Distribuição
O lírio-ferro distribui-se por todos os oceanos do planeta, no entanto, é mais abundante em águas tropicais e subtropicais. Consequentemente, pode encontrar-se desde o Pacífico oriental, desde as Ilhas Aleutas até à costa do Chile; no Pacífico Ocidental, desde o Japão à Austrália, Nova Zelândia e Nova Caledónia; no Atlântico Oriental, desde a Gronelândia até ao Golfo do México e às Caraíbas; do Atlântico Ocidental, desde a Islândia até ao Sul de Portugal; no Índico desde a costa da África do Sul às Maldivas.

### Portugal
Encontra-se presente em Portugal, onde é uma espécie nativa, sendo certo que não é uma espécie particularmente abundante nas costas portuguesas.

## Habitat
Pode encontrar-se nas profundezas marinhas, entre as zonas epipelágicas e batipelágicas, mormente na zona mesopelágica a cerca de 1.850 metros de profundidade.
Pese embora sejam mais comuns em águas tropicais e subtropicais, também migram para áreas subárticas, longe da concorrência, para desovar.

## Descrição
Trata-se da maior espécie da família dos alepisaurídeos, podendo atingir os 167 cm de comprimento à furca (que é o ponto em que a cauda dos peixes se cinde em dois), e pesar até 9 quilos.
Caracterizam-se pelo corpo alongado e afilado, de coloração esbatida, com matizes iridescentes prateados. A coloração costuma ser mais escura ao longo do dorso e do rabo e as barbatanas costumam ser castanhas ou pretas. 
Como o nome científico sugere, estes peixes marinhos não têm escamas, em vez disso têm uma pele revestida com poros. O peixe-cavalo tem uma barbatana dorsal emblemática, alusiva a uma vela de uma embarcação, com 30 a 45 estrias e conta, ainda com 46 a 52 vertebras.
Os peixes-cavalo não exibem dimorfismo sexual, com efeito, os espécimes costumam ter órgãos sexuais de ambos os sexos, pelo que são considerados hermafroditas.